# Cajatambo (tỉnh)
Tỉnh Cajatambo (tiếng Tây Ban Nha: Provincia de Cajatambo) là một tỉnh thuộc vùng Lima của Peru. Tỉnh Cajatambo có diện tích 1515 km², dân số thời điểm theo điều tra dân số ngày 11 tháng 7 năm 1993 là 9475 người. Tỉnh lỵ đóng ở Cajatambo.